# یاپ کرستن
یاپ کرستن (هلندی: Jaap Kersten؛ زادهٔ ۱۰ نوامبر ۱۹۳۴) دوچرخه‌سوار اهل هلند است.